# جاك ك. فاريس
جاك ك. فاريس (بالإنجليزية: Jack K. Farris)‏ هو ضابط أمريكي، ولد في 6 مايو 1934 في فينيمور في الولايات المتحدة.